# Skodborg Herred
Skodborg Herred var et herred i Ringkøbing Amt. I   Kong Valdemars Jordebog hed det  Skodburghæreth,  og hørte i middelalderen under Hardsyssel. Før reformationen hørte herredet direkte under Ribe bispedømme. I 1536 blev det inddraget til kronen, og omdannet til det såkaldte Bøvling Len. I 1537 blev Vandfuld Herred lagt under det, og i 1597 fulgte Hind- og Ulfborg Herreder. Fra 1660 blev det til Bøvling Amt der i 1671 blev forenet med Lundenæs Amt, indtil det i 1794 kom under det da oprettede Ringkøbing Amt.
Skodborg Herred grænser  mod nord og nordøst til Limfjorden (Nissum Bredning, Oddesund og Venø Bugt), i hvilken øen Venø,  der hører til herredet,  ligger. Mod øst og sydøst grænser det til Hjerm Herred og mod vest til  Nissum Fjord, Vesterhavet og Vandfuld Herred. Mod nord langs Limfjorden ligger et højtliggende bakkeområde med Bavnehøj eller Skjellerhøj på  90 moh.

## Sogne
I herredet ligger købstaden Lemvig og følgende sogne:
- Bøvling Sogn
- Fabjerg Sogn
- Flynder Sogn
- Gudum Sogn
- Heldum Sogn
- Humlum Sogn
- Lemvig Sogn
- Lomborg Sogn
- Møborg Sogn
- Nees Sogn
- Nørlem Sogn
- Nørre Nissum Sogn
- Resen Sogn
- Rom Sogn
- Tørring Sogn
- Venø Sogn